# Autoinducción
La autoinducción es un fenómeno electromagnético que se presenta en determinados sistemas físicos, como por ejemplo circuitos eléctricos con una corriente eléctrica variable en el tiempo.
En esos sistemas, la variación de la intensidad de la corriente produce un flujo magnético variable, que da lugar a una fuerza electromotriz (voltaje inducido) y una corriente eléctrica que se opone al flujo de la corriente inicial inductora, es decir, tiene sentido contrario. En resumen, la autoinducción es una influencia que ejerce un sistema físico sobre sí mismo a través de campos electromagnéticos variables.

## Circuito inductor
Un circuito inductor es un circuito que consiste en un conductor eléctrico enrollado alrededor de un núcleo (ya sea de aire o de hierro). El fenómeno de autoinducción surge cuando el inductor y el inducido constituyen el mismo elemento.
Cuando por un circuito circula una corriente eléctrica, alrededor se crea un campo magnético. Si varía la corriente, dicho campo también varía y, según la ley de inducción electromagnética, de Faraday, en el circuito se produce una fuerza electromotriz o voltaje inducido, denominado fuerza electromotriz autoinducida. 
Para comprender con mayor facilidad este fenómeno se debe analizar y tratar de entender la facilidad con que se crean las bobinas o inductores y cómo se puede observar el movimiento de partículas de electricidad.
Según la ley de Lenz, si la autoinducción ocurre por disminución de la intensidad, el sentido de la corriente autoinducida es el mismo que el de la corriente inicial, o si la causa es un aumento, el sentido es contrario al de esta corriente.
Se denomina autoinducción de un circuito a la generación de corrientes inducidas en el circuito, cuando en él se produce una variación del propio flujo. Esta puede variar según la intensidad de corriente.
En 1831, M. Faraday descubrió que, cuando un imán se mueve dentro de una espiral de alambre, en este puede generarse una corriente eléctrica. A esta espiral de alambre se le conoce como  bobina o solenoide (no confundirla con un electroimán). En este, el conductor está enrollado alrededor de una barra o núcleo de hierro, para que no haya contacto entre el imán y las espiras (alambre helicoidal). El movimiento de un imán dentro del solenoide  induce una corriente, y esta produce un voltaje. La magnitud de voltaje inducido depende de la cantidad de espiras (vueltas ascendentes en torno al núcleo) del inductor.